# Sardorella
Il Sardorella è un torrente della Liguria.

## Percorso
Il Sardorella nasce dal monte Carossino (838 m), attraversa le frazioni di Piccarello e Manesseno di Sant'Olcese e sfocia nel torrente Secca, a sua volta affluente del Polcevera, al confine con il comune di Genova, nei pressi di Bolzaneto.